# Unité urbaine de la Broque
L'unité urbaine de la Broque est une unité urbaine française centrée sur les communes de La Broque, Lutzelhouse, Rothau, Schirmeck et Wisches, dans le département du Bas-Rhin et la région Grand Est.

## Données générales
Dans le zonage réalisé par l'Insee en 2010, l'unité urbaine était composée de huit communes.
Dans le nouveau zonage réalisé en 2020, elle est composée des huit mêmes communes.
En 2022, avec 12 846 habitants, elle représente la 7e unité urbaine du département du Bas-Rhin.
En 2022, sa densité de population s'élève à 111 hab/km2. Par sa superficie, elle représente 2,44 % du territoire départemental et, par sa population, elle regroupe 1,11 % de la population du département du Bas-Rhin.

## Composition 2020 de l'unité urbaine
Elle est composée des huit communes suivantes :
| Nom                 | Code Insee | Département | Statut       | Superficie (km2) | Population (dernière pop. légale) | Densité (hab./km2) | Modifier                                    |
| ------------------- | ---------- | ----------- | ------------ | ---------------- | --------------------------------- | ------------------ | ------------------------------------------- |
| La Broque           | 67066      | Bas-Rhin    | ville-centre | 23,07            | 2 577 (2022)                      | 112                | modifier les données · modifier les données |
| Lutzelhouse         | 67276      | Bas-Rhin    | ville-centre | 28,58            | 1 921 (2022)                      | 67                 | modifier les données · modifier les données |
| Rothau              | 67414      | Bas-Rhin    | ville-centre | 3,88             | 1 481 (2022)                      | 382                | modifier les données · modifier les données |
| Schirmeck           | 67448      | Bas-Rhin    | ville-centre | 11,42            | 2 081 (2022)                      | 182                | modifier les données · modifier les données |
| Wisches             | 67543      | Bas-Rhin    | ville-centre | 19,25            | 2 061 (2022)                      | 107                | modifier les données · modifier les données |
| Barembach           | 67020      | Bas-Rhin    | banlieue     | 9,92             | 829 (2022)                        | 84                 | modifier les données · modifier les données |
| Muhlbach-sur-Bruche | 67306      | Bas-Rhin    | banlieue     | 8,38             | 663 (2022)                        | 79                 | modifier les données · modifier les données |
| Russ                | 67420      | Bas-Rhin    | banlieue     | 11,55            | 1 233 (2022)                      | 107                | modifier les données · modifier les données |

## Évolution démographique
| 1968   | 1975   | 1982   | 1990   | 1999   | 2006   | 2011   | 2016   | 2022   |
| ------ | ------ | ------ | ------ | ------ | ------ | ------ | ------ | ------ |
| 12 692 | 12 785 | 12 252 | 11 858 | 12 648 | 13 422 | 13 631 | 13 316 | 12 846 |

#### Données générales
- Unité urbaine
- Aire d'attraction d'une ville
- Liste des unités urbaines de France

#### Données démographiques en rapport avec l'unité urbaine de la Broque
- Aire d'attraction de Strasbourg (partie française)
- Arrondissement de Molsheim

#### Données démographiques en rapport avec le Bas-Rhin
- Démographie du Bas-Rhin